# Natalie Hot
Natalie Hot (* 17. September 1992 in Altötting) ist eine ehemalige deutsche Pornodarstellerin.
Hot war ab Oktober 2013 im Erotikgeschäft tätig. Sie wirkte unter anderem in Pornoproduktionen für Magma, Eronite, ManiaxMedia und Beate Uhse mit. Außerdem war sie in einigen Fernsehsendungen zu sehen: Exklusiv – Die Reportage (RTL2), 4 Hochzeiten und eine Traumreise (VOX), René Schwuchow Show (Sport1). Im April 2014 ging ihre eigene Internetseite online.
Im Oktober 2014 wurde Natalie Hot mit dem Venus Award ausgezeichnet als beste Newcomerin. 2015 erhielt sie den gleichen Preis in der Kategorie Beste Nachwuchsdarstellerin und 2016 in der Kategorie Beste Erotik-Akteurin. Außerdem war sie 2015 für einen Erotic Lounge Award in der Kategorie Fan Award: Beste Darstellerin nominiert.
Im Oktober 2016 klagte sie erfolglos vor dem Verwaltungsgericht München gegen einen Bescheid des Landratsamts Mühldorf, das ihr nach Beschwerden von Anwohnern unter Androhung eines Zwangsgelds von 2000 Euro ihre Tätigkeit als Webcam-Girl in ihrem Haus in Ampfing untersagt hatte, da laut Bebauungsplan eine gewerbliche Nutzung nicht vorgesehen sei.
2017 beendete sie ihre Tätigkeit in der Erotikbranche.

## Filmografie (unvollständig)
- Stadtficker 9, Magma
- Mein geiler Junggesellinnen-Abschied, Multi Media Verlag
- Sprechstunde Frauenarzt 5, Multi Media Verlag
- Pannenhelfer, Multi Media Verlag
- Redhead Sextrip, Porndoe Premium
- Bürostuten, Multi Media Verlag
- Deutsche Sex Stars 3, Erotic Planet
- Hot Games, Eronite
- Pimmel Bingo 9, Magma
- Promi Jager 2, Erotic Planet
- Hausmeister E. Kowalski 4, Multi Media Verlag
- Bayernfotzen, Eronite
- Hausmeister E. Kowalski 3, Multi Media Verlag
- Magmacasting 1, Magma